# 170162 Nicolashayek
170162 Nicolashayek este un asteroid din centura principală de asteroizi.

## Descriere
170162 Nicolashayek este un asteroid din centura principală de asteroizi. A fost descoperit pe 23 martie 2003 la Vicques de Michel Ory. Asteroidul prezintă o orbită caracterizată de o semiaxă mare de 3,12 ua, o excentricitate de 0,10 și o înclinație de 1,7° în raport cu ecliptica.